# Notoryctes typhlops
Notoryctes typhlops é uma espécie de marsupial da família Notoryctidae. Endêmica da Austrália,  pode ser encontrada nos desertos centrais e ocidentais, de Ooldea (Austrália do Sul) a Charlotte Waters (Território do Norte) e no noroeste da Austrália Ocidental. Essa espécie foi registrada somente três vezes nos últimos 50 anos, as mais recentes em 1971 e 1996, apesar do aumento do número de pessoas visitando a região. O espécime de 1996 foi recolhido na superfície do solo nas proximidades de Queensland Victoria Spring.